# Ivan Alexandrov
Ivan Gavrilovitch Alexandrov (en russe : Иван Гаврилович Александров), né le 1er septembre 1875 à Moscou et mort le 2 mai 1936 dans cette ville, est un ingénieur russe puis soviétique, qui joua un rôle important dans la modernisation de l'Union soviétique.
Diplômé en 1901 de l'Institut des chemins de fer de Moscou, Alexandrov prit part à la mise en place du plan de la Commission d'État pour l'électrification de la Russie (GOELRO) et fut chargé du projet de centrale hydroélectrique du Dniepr (DnieproGuES). En 1921, il dirigea le Comité de régionalisation du Gosplan. De 1927 à 1930, il fut chef du département d'hydrologie, de météorologie et de régulation des flux de l'Université d'État de Moscou de génie de l'environnement (Московский Государственный Университет Природообустройства). Membre de l'Académie des sciences d'URSS, il participe au projet de la magistrale Baïkal-Amour.
Dans les dernières années de sa vie, il se consacre au travail scientifique et dirige la section des transports de l'Académie des sciences. Mort en 1936 à Moscou, il est enterré au cimetière de Novodievitchi.

## Décorations
- Ordre de Lénine
- Ordre du Drapeau rouge du Travail